# Syngnathus acus
A Syngnathus acus a sugarasúszójú halak (Actinopterygii) osztályának pikóalakúak (Gasterosteiformes) rendjébe, ezen belül a tűhalfélék (Syngnathidae) családjába tartozó faj.
Nemének a típusfaja.

## Előfordulása
A Syngnathus acus előfordulási területe az Atlanti-óceán keleti fele, beleértve az Északi-, a Földközi-, az Égei- és a Fekete-tengert is. Feröertől és Norvégiától kezdve a Brit-szigeteken, valamint Nyugat-Európa és Afrika nyugati partjai mentén, egészen Dél-Afrika Jóreménység fokáig, attól keletre az Indiai-óceánig - KwaZulu-Natal térségéig - található meg. Nincs arról megbízható bizonyíték, hogy az Indiai- és a Csendes-óceán határán is élne.

## Megjelenése
A hal elérheti az 50 centiméteres hosszúságot is, de már 7-25,6 centiméteresen felnőttnek számít. A hátúszóján és a farok alatti úszóján nincsenek tüskéi, azonban az előbbin 33-42 sugár, míg az utóbbin 3 sugár látható. Az alapszíne zöldestől a sötétbarnáig változik, példánytól függően a mintázatok változók. A feje és hátúszója között 18-19 csontos bőrpajzsos gyűrű van. A szája összeforrt hengert alkot.

## Életmódja
A mérsékelt övtől a trópusokig található meg. 0-110 méteres mélységek között is fellelhető, de általában 3-12 méteres mélységek között tartózkodik. Egyaránt megél a sós- és brakkvízben is; vándorutakat nem tesz meg. Főleg homokos, iszapos és törmelékes vagy alga és tengerifű (Zostera) borította fenéken él. Főleg kis rákokkal táplálkozik.

## Szaporodása
Évente háromszor is szaporodhat. Egy hím farok alatti tasakjába akár több nőstény is lerakhatja ikráit. A hím összesen akár 400 ikrát is összegyűjthet. A „vemhes” hímek inkább május és július között láthatók. A „vemhesség” körülbelül 5 hétig tart. Az ivadék kikelésekor 1,7-3,5 centiméter hosszú.

## Felhasználása
Csak az akváriumok számára gyűjtik be.

## Képek

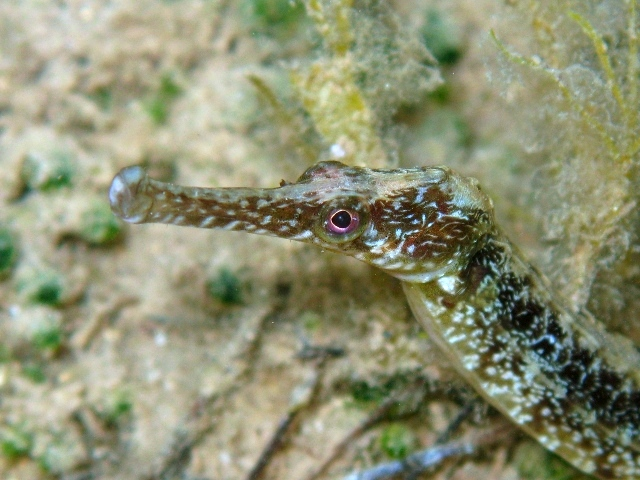
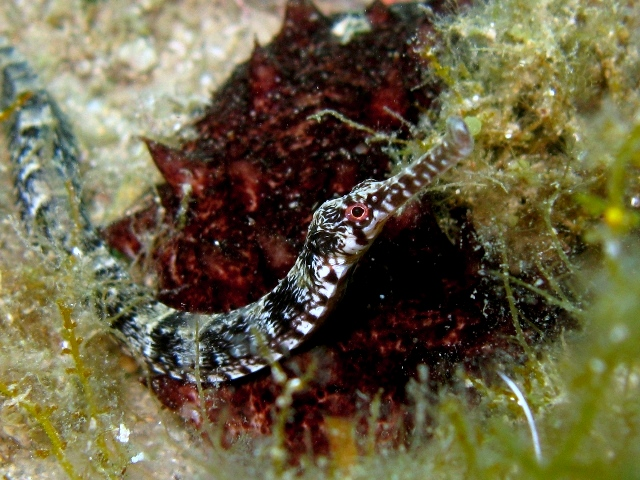
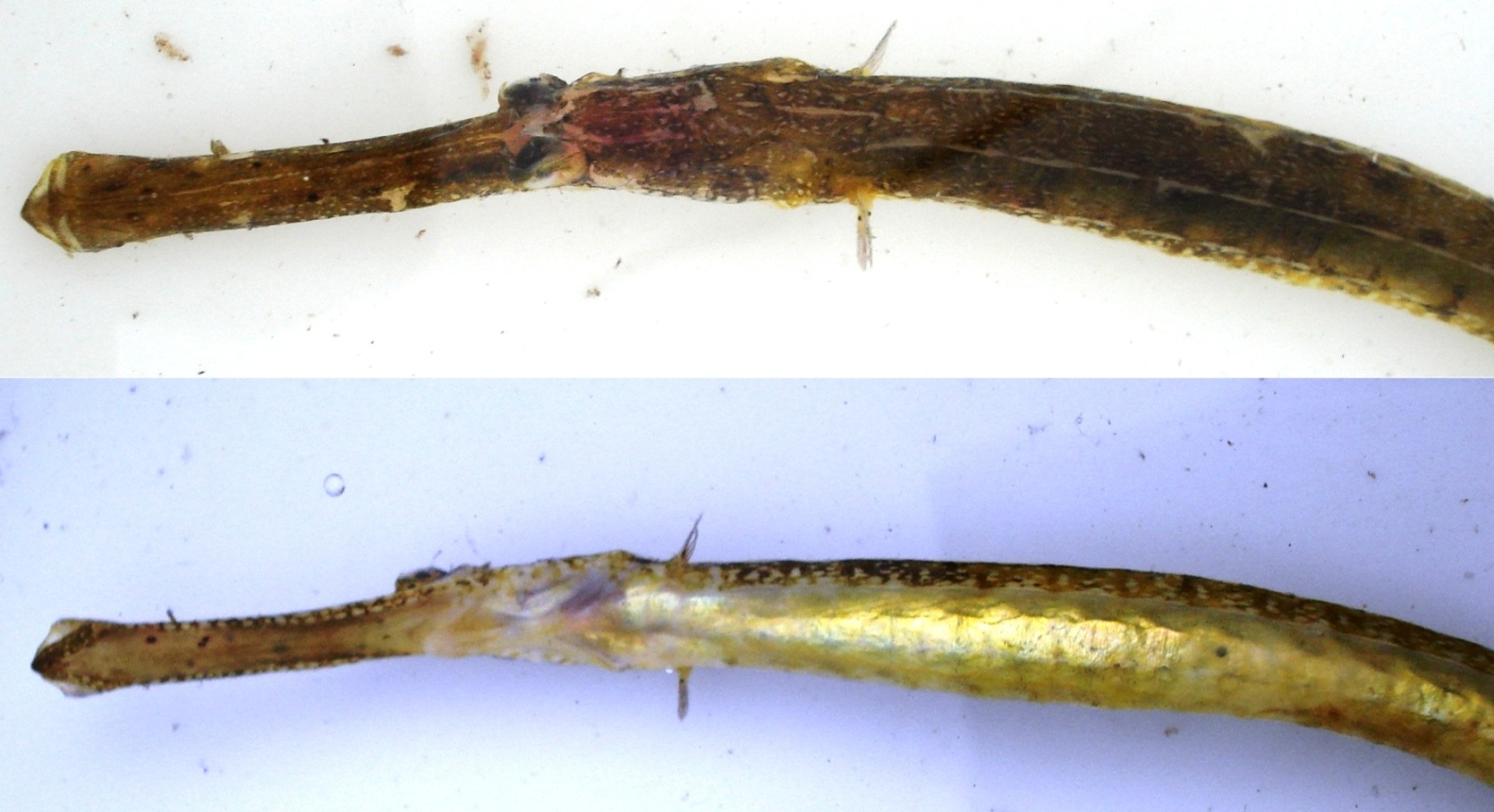
Felülről és alulról
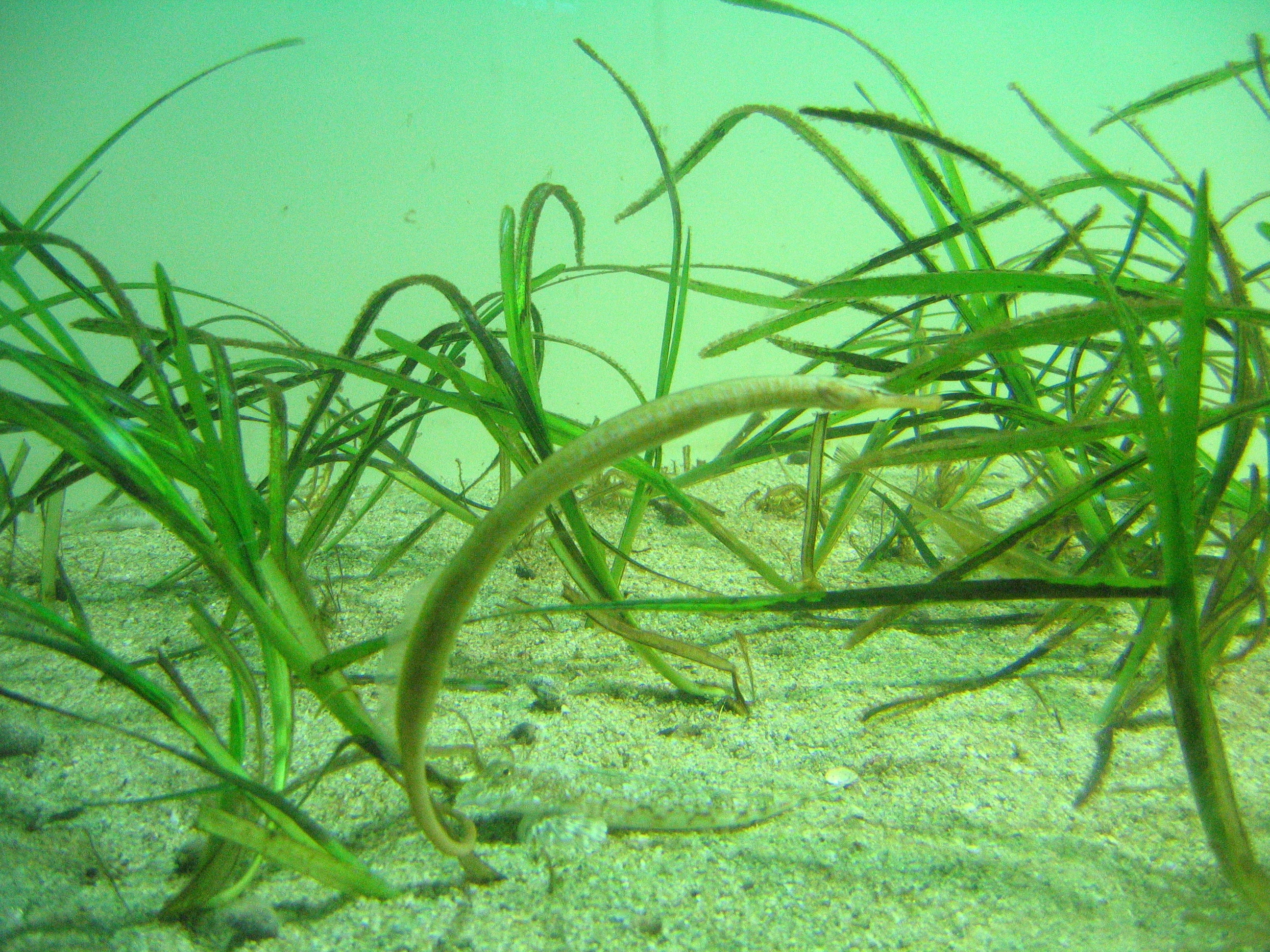
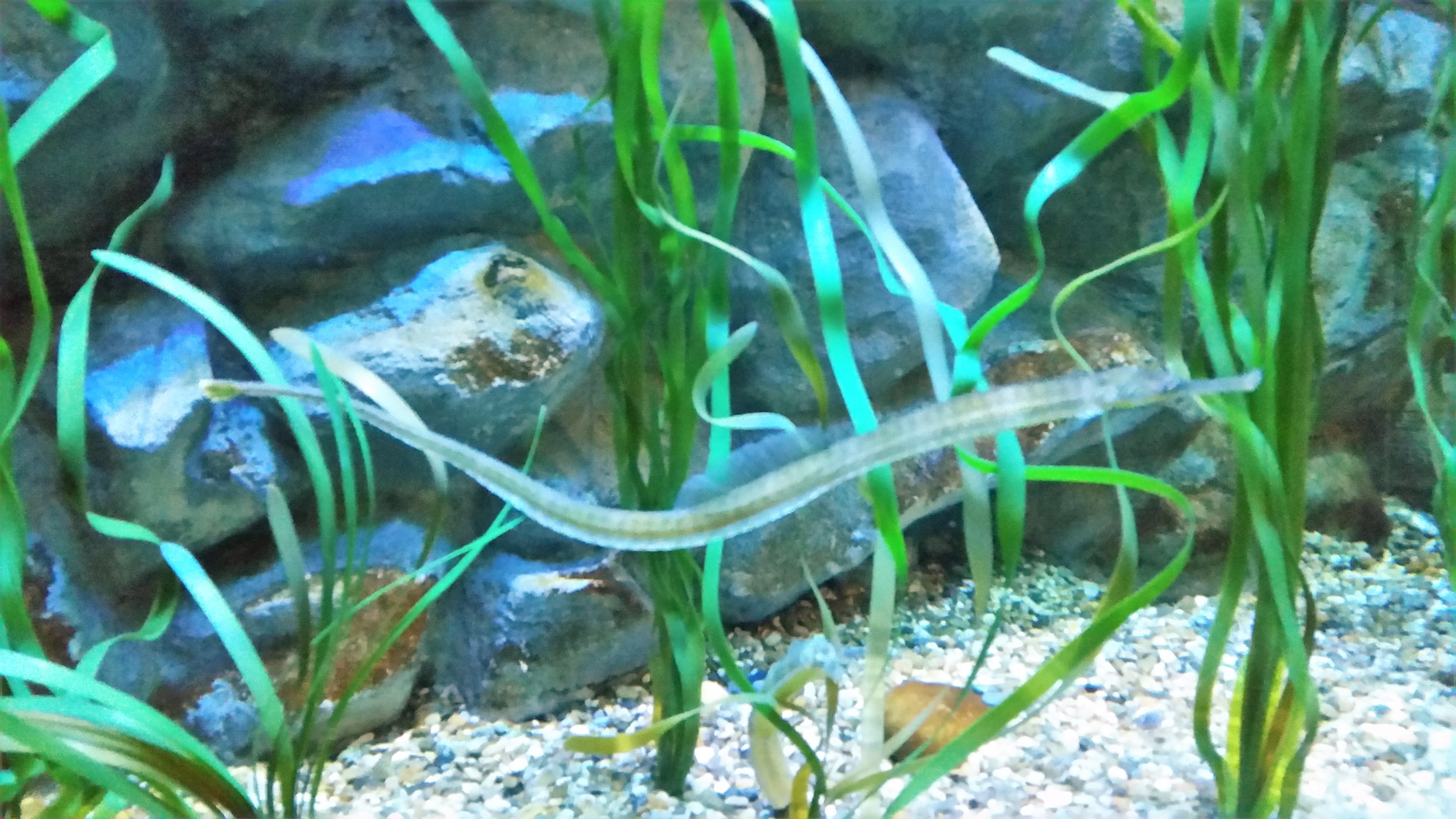